# Tarutino (Territorio di Krasnojarsk)
Tarutino è un centro abitato della Russia.